# بيجونا أريتشاغا
بيجونا أريتشاغا (1960 - 2002) كانت عالمة أنثروبولوجيا من إقليم الباسك اشتهرت بعملها في أيرلندا الشمالية وبلاد الباسك. درست في جامعة إقليم الباسك وجامعة برينستون. عملت أيضًا في جامعة هارفارد وقرب نهاية حياتها قامت بالتدريس في جامعة تكساس في أوستن.